# Tremellodendropsidales
Tremellodendropsidales Vizzini – rząd grzybów z klasy pieczarniaków (Agaricomycetes).

## Charakterystyka
Owocniki naziemne, jednoroczne. Grzyby klawarioidalne o wyprostowanych, zwykle dychotomicznie do polichotomicznie rozgałęzionych ramionach, o jasnym zabarwieniu, konsystencji prawie skórzastej lub twardej. Kontekst jednorodny. Hymenium amfigeniczne i zwykle gruboziarniste. System strzępkowy monomityczny. Strzępki hialinowe (szkliste), gładkie, nie lub lekko nabrzmiałe, cienkościenne lub lekko grubościenne, rzadziej poprzecznie podzielone i ze sprzążkami. Zarodniki szkliste, gładkie, nieamyloidalne, kulisto-kuliste, elipsoidalne, wrzecionowate do migdałkowatych, z małym koniuszkiem, cienkościenne do lekko grubościennych, o jednorodnej zawartości lub drobnoziarniste. Podstawki 1-4 zarodnikowe, szkliste, cienkościenne, z przegrodami wzdłużnymi tylko na wierzchołku, zwykle ze sprzążką w podstawie. Brak cystyd. 

## Systematyka
Pozycja w klasyfikacji według Index FungorumIncertae sedis, Agaricomycetes, Agaricomycotina, Basidiomycota, Fungi.
Według Dictionary of the Fungi Tremellodendropsidales to takson monotypowy zawierający jedną tylko rodzinę z jednym rodzajem: 
- rodzina Tremellodendropsidaceae Jülich 1982 
  - rodzaj: Tremellodendropsis (Corner) D.A. Crawford 1954

Nazwy naukowe według Index Fungorum.